# Gira de la Selección de Rugby de Francia por Argentina en 1992
La Gira de Francia por Argentina en 1992 fue un tour internacional de rugby de los franceses, que tuvo lugar en Argentina desde el 16 de junio al 11 de julio de 1992.

## Gira
La serie enfrentó a la selección de Francia ante las diferentes uniones provinciales de rugby de Argentina y a la propia selección Argentina. Las sedes fueron: San Miguel de Tucumán, Rosario, Mendoza, Córdoba, San Juan y Buenos Aires. Los europeos disputaron 8 partidos, obteniendo 5 victorias y 3 derrotas.

## Partidos
| 16 de junio de 1992 | Córdoba | 20 – 62 | Francia | Universitario (C), Córdoba |  |

| 20 de junio de 1992 | URBA | 12 – 18 | Francia | Estadio José Amalfitani, Buenos Aires |  |

| 23 de junio de 1992 | Tucumán | 25 – 23 | Francia | Estadio Monumental José Fierro, Atlético, San Miguel de Tucumán |  |
|                     |         |         |         | Asistencia: 30.000 espectadores                                 |  |

| 27 de junio de 1992 | Invitación XV | 18 – 32 | Francia | Estadio Aldo Cantoni, San Juan |  |

| 4 de julio de 1992 | URC | 32 – 30 | Francia | Estadio Bautista Gargantini, Mendoza |  |

| 7 de julio de 1992 | Rosario | 8 – 6 | Francia | Estadio Marcelo Bielsa, Rosario |  |

## Test matches
Primera fecha
| 4 de julio de 1992 | Los Pumas | 12 – 27 | Francia | Estadio José Amalfitani, Buenos Aires |  |

Segunda fecha
| 11 de julio de 1992 | Los Pumas | 9 – 33 | Francia | Estadio José Amalfitani, Buenos Aires |  |